# Дорогомиловское кладбище
Дорогоми́ловское кла́дбище — кладбище в Москве, существовавшее с 1771 года и уничтоженное в 1940-х годах. Занимало обширную территорию между правым берегом Москвы-реки и Можайским шоссе (ныне Кутузовским проспектом). В настоящее время на месте бывшего кладбища располагаются жилые дома по Кутузовскому проспекту от дома 22 до дома 30.

## История

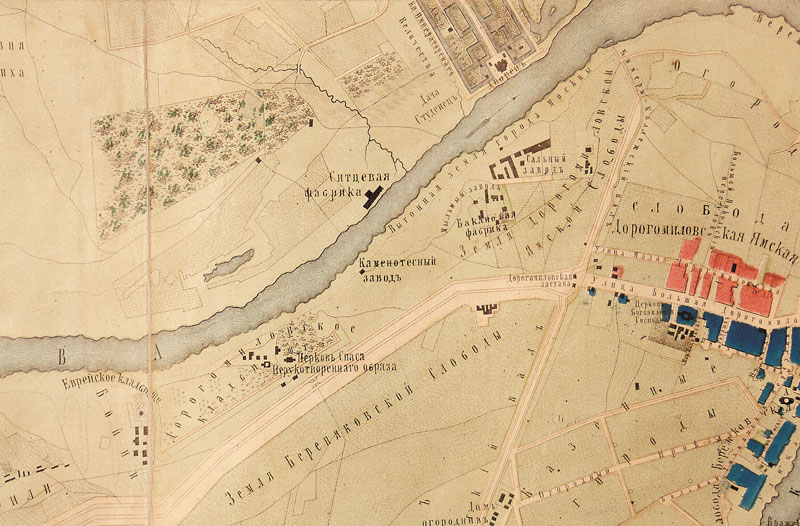
Дорогомиловское кладбище на плане Москвы

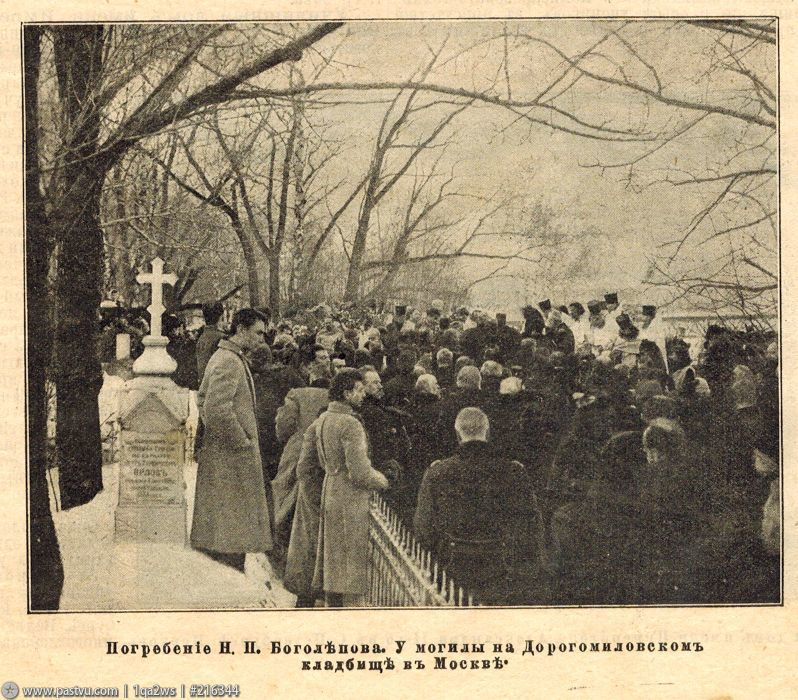
Погребение Н. П. Боголепова на Дорогомиловском кладбище

Эпидемия чумы в Москве (1770—1771), приведшая к «чумному бунту», вызвала появление ряда общегородских кладбищ за Камер-Коллежским валом. Решением Сената захоронения на территории города были запрещены. В 1771 году московские власти приняли решение организовать «чумные» кладбища вдали от городского центра. Дорогомиловское кладбище располагалось на западе Москвы на территории между Можайским шоссе (ныне — Кутузовский проспект) и Москвой-рекой. Кладбище было названо Дорогомиловским по причине расположенного поблизости села Дорогомилово.
За Дорогомиловской заставой, на нагорном берегу реки Москвы, кладбище это красиво растянулось в длину. Неровности и овраги разнообразят площадь кладбища, создают прелестные уголки с видом на реку и город. Ограда местами ушла далеко вниз и не видна с обрывистого нагорья. Старые берёзы, покрытые мохом, пни огромных деревьев придают кладбищу вид заброшенного парка.А. Т. Саладин
Одновременно с православным кладбищем рядом было организовано иудейское кладбище по инициативе проживавших в городе евреев. Генерал-губернатор Москвы П. Д. Еропкин выделил около восьмисот квадратных саженей земли за Дорогомиловским мостом, «вдали от православного кладбища». Первого еврея похоронили у Дорогомиловской заставы в 1788 году. В середине XIX века кладбище, где также хоронили и караимов, было расширено за счет покупки прилегающей земли, была построена синагога. На территории некрополя были захоронены художник И. И. Левитан, доктор С. Б. Вермель, революционер Н. С. Абельман, братья Поляковы — банкиры и железнодорожные магнаты.
Первая деревянная церковь во имя святой Елисаветы была построена вскоре после открытия Дорогомиловского кладбища (1772). В 1839 году на пожертвования горожан был построен каменный трёхпрестольный храм в стиле ампир Церковь святой Елисаветы.

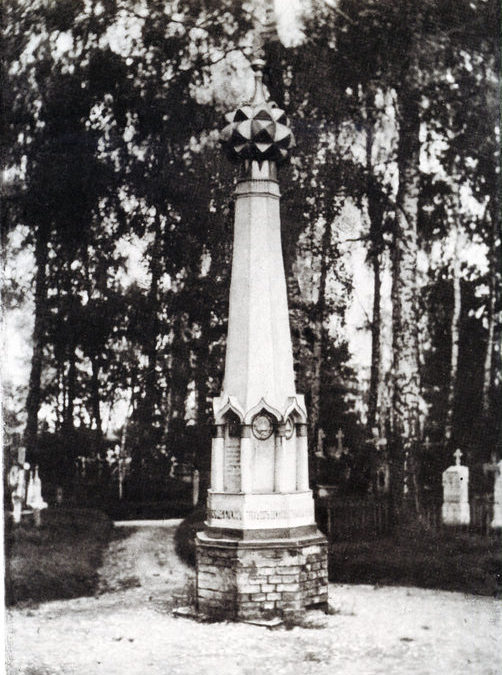
Стела на Дорогомиловском кладбище, около 1850 г.

После Отечественной войны 1812 года Дорогомиловское кладбище стало местом захоронения участников боевых действий. Согласно официальным данным, похоронено было всего триста человек. На месте захоронения, к западу от храма, был установлен памятный монумент в честь Бородинской битвы. В 1849 году на средства известного промышленника мануфактур-советника Прохорова был установлен памятник — кирпичная стела, облицованная железом и увенчанная золотою с крестом главкой, напоминающая монумент на Бородинском поле. На ней была надпись: «Сей памятник воздвигнут над общею могилою трёхсот воинов-страдальцев и раненых в Бородинской битве и умерших на пути в Москву 1812».
В XIX и в начале XX века на кладбище часто хоронили представителей научной и творческой интеллигенции. Одним из первых здесь был похоронен профессор Н. А. Бекетов после чего кладбище становится «профессорским» или «университетским» кладбищем: там были могилы ректора Московского университета А. В. Болдырева, профессоров Л. А. Цветаева,  В. М. Котельницкого, Н. Е. Зернова, Г. И. Сокольского, Д. Н. Зернова, В. Н. Харузиной. Здесь были могилы деятелей культуры: композитора И. А. Саца, москвоведов П. В. Шереметьевского и В. К. Трутовского. Здесь был похоронен один из крупных российских государственных деятелей XIX века, министр народного просвещения Н. П. Боголепов.
Захоронения на кладбище продолжались до конца 1930-х годов. В 1939 году на кладбищенской конторе появилось объявление о закрытии кладбища и о его скорой ликвидации. Родственникам погребённых здесь было предложено перезахоронить их останки на вновь открывшемся тогда Востряковском кладбище. Перезахоронения продолжались до начала 1950-х годов.
В 1948 году кладбище было закрыто, находившаяся там церковь и все захоронения — уничтожены. Территория бывшего Дорогомиловского кладбища была застроена жилыми домами. Представлявшие для государства ценность могилы были перенесены на Новодевичье и Ваганьковское кладбища.